# Jean-Baptiste-Luc Bailly
Jean-Baptiste-Luc Bailly  (né le 10 mars 1763 à Paris - mort le 8 avril 1804 à Poitiers), ecclésiastique, fut évêque de Poitiers de 1802 à 1804.

## Biographie
Jean-Baptiste-Luc Bailly, né à Paris en 1763 où il fait ses études, est licencié en droit civil et en droit canon. Il est nommé vicaire général du diocèse d'Évreux le 9 mars 1790. Contrairement à l'évêque François de Narbonne-Lara, il n'émigre pas l'année suivante et se trouve à Paris pendant la Révolution française. Après la signature du Concordat de 1801, l'administration de Napoléon Bonaparte le choisit comme évêque de Poitiers en septembre 1802 car il est considéré comme: « modeste doux instruit et soumis aux lois », confirmé le 19 octobre et consacré le 24 suivant par l'archevêque de Paris Jean-Baptiste de Belloy.
Il fait son entrée dans son diocèse le 13 janvier 1803. Il s'emploie à réparer les maux matériels et moraux de la période révolutionnaire dans son diocèse confronté notamment à la Petite Église des Deux-Sèvres. Il réinstalle par un mandement le chapitre de chanoines de sa cathédrale mais il meurt dès le 8 avril 1804 et il est inhumé dans le caveau du chapitre de la cathédrale.